# Lasioglossum eos
Lasioglossum eos är en biart som beskrevs av Ebmer 1978. Lasioglossum eos ingår i släktet smalbin, och familjen vägbin. Inga underarter finns listade i Catalogue of Life.